# Antonín Švehla
Antonín Švehla (Praga, 15 de abril de 1873 – Praga, 12 de dezembro de 1933) foi um político checoslovaco. Cumpriu três mandatos como primeiro-ministro da Tchecoslováquia. É considerado como uma das figuras políticas mais importantes da Primeira República da Checoslováquia; sendo o líder do Partido Agrário, que foi dominante no Pětka, que foi em grande parte a sua própria invenção. A Švehla também é atribuído o slogan do Pětka: "Nós concordamos que iremos alcançar um acordo".